# Президентские выборы в Италии (1999)

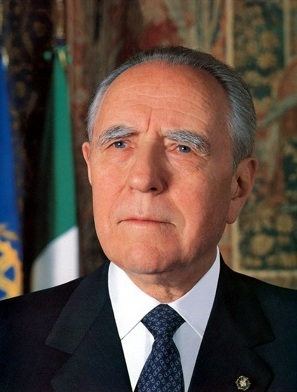
Карло Адзельо Чампи

Президентские выборы в Италии 1999 года проходили в соответствии с Конституцией. Согласно статье 83 Конституции, выборы президента Италии осуществляются парламентом на совместном заседании его членов. Для избрания кандидат должен получить большинство в две трети голосов членов собрания. После третьего голосования достаточно абсолютного большинства.
Голосование проходило 13 мая, в первом туре голосования президентом был избран Карло Адзельо Чампи, получивший 707 голосов против 72 у Лучано Гасперини. Президент Оскар Луиджи Скальфаро, чей мандат заканчивался 28 мая, ушёл в отставку 15 мая, и 18 мая Чампи был приведён к присяге.

## Голосование

##### 1-й тур
Число обладающих правом голоса: 1010, присутствовало: 990, голосовало: 990

Большинство в 2/3 голосов, необходимое для избрания: 674.
| Кандидат                   | Число поданных голосов |
| -------------------------- | ---------------------- |
| Карло Адзельо Чампи        | 707                    |
| Лучано Гасперини           | 72                     |
| Пьетро Инграо              | 21                     |
| Роза Иерволино             | 16                     |
| Эмма Бонино                | 15                     |
| Джулио Андреотти           | 10                     |
| Беттино Кракси             | 6                      |
| Никола Манчино             | 6                      |
| Антонио Серена             | 6                      |
| Лучано Виоланте            | 6                      |
| Оскар Луиджи Скальфаро     | 5                      |
| Сильвио Берлускони         | 4                      |
| Антонио Фацио              | 4                      |
| Мино Мартинаццоли          | 4                      |
| Джулиано Амато             | 3                      |
| Франческо Коссига          | 3                      |
| Аугусто Барбера            | 2                      |
| Антонио Бальдассаре        | 2                      |
| Пустые бюллетени           | 55                     |
| Отсутствующие бюллетени    | 25                     |
| Недействительные бюллетени | 18                     |

Результат: Карло Адзельо Чампи избран президентом Итальянской Республики.